# Tinnitus i hjärtat
Tinnitus i hjärtat är en låt av Bob hund och släpptes som digital singel den 11 mars 2009 samt som vinylsingel, tillsammans med spåret Folkmusik för folk som inte kan bete sig som folk, den 1 maj 2009. Låten är även med på albumet Folkmusik för folk som inte kan bete sig som folk.

## Listplaceringar
| Land    | Topplacering |
| ------- | ------------ |
| Sverige | 45           |